# Juan Bautista Aznar-Cabañas
Juan Bautista Aznar-Cabañas (Cadis, 1860 - Madrid, 1933) fou un mariner i polític espanyol. Va ser l'últim president del Consell de Ministres de la monarquia d'Alfons XIII, previ a la instauració de la Segona República.

## Carrera militar
Després d'una brillant carrera militar, en la qual va destacar la seva participació en la batalla naval de Santiago de Cuba com a tercer comandant de l'Infanta María Teresa, vaixell almirall de l'almirall Cervera i el seu paper al comandament de l'esquadra espanyola en les campanyes desenvolupades al Marroc especialment en el suport amb artilleria naval durant la reconquesta de Axdir, va entrar en política pocs mesos abans del cop d'estat de Primo de Rivera, sent ministre de marina el 1923 amb el govern de Manuel García Prieto.
Després d'aconseguir el grau d'almirall, el 1931 va ser cridat per substituir el general Dámaso Berenguer y Fusté com a cap del que seria l'últim govern de la monarquia d'Alfons XIII d'Espanya.

## President del Govern
En el gabinet de l'almirall Aznar hi havia dues corrents monàrquiques contraposades: el corrent «dur» representat per Juan de la Cierva y Peñafiel (alta burgesia), i el corrent "transigent", disposada a pactar amb els republicans representada pel Comte de Romanones, en aquell moment a la presó Model de Madrid. En el punt mitjà, i a càrrec del Ministeri de Governació, es trobava José María de Hoyos y Vinent de la Torre O'Neill, Marqués de Hoyos. Com a Ministre de la Guerra hi havia el general Dámaso Berenguer (que havia estat l'anterior president del Govern), el comte de Bugallal Araujo en el grup "la Cierva" i com a Director General de la Guàrdia Civil el general Sanjurjo. La resta del gabinet el formaven el Duc de Maura, l'almirall José Rivera i els empresaris Ventosa y Gascón y Marín. La Cierva i Bugallal mantenien la postura que la monarquia havia de resistir-se a la República per qualsevol mitjà, fins i tot utilitzant la Guàrdia Civil, a la qual cosa es va oposar Sanjurjo en comprovar després de les eleccions municipals del 12 d'abril de 1931 que els republicans eren majoria a les ciutats importants, cosa que significava el grup més important de "republicans il·lustrats antimonàrquics".
El comte de Romanones, després d'intentar inútilment arribar a una transacció amb els republicans de crear un govern de transició, era partidari que el rei abandonés Espanya, decisió que va prendre el rei.